# Polyrhachis eurynota
Polyrhachis eurynota är en myrart som beskrevs av Carlo Emery 1897. Polyrhachis eurynota ingår i släktet Polyrhachis och familjen myror. Inga underarter finns listade i Catalogue of Life.